# Pheron

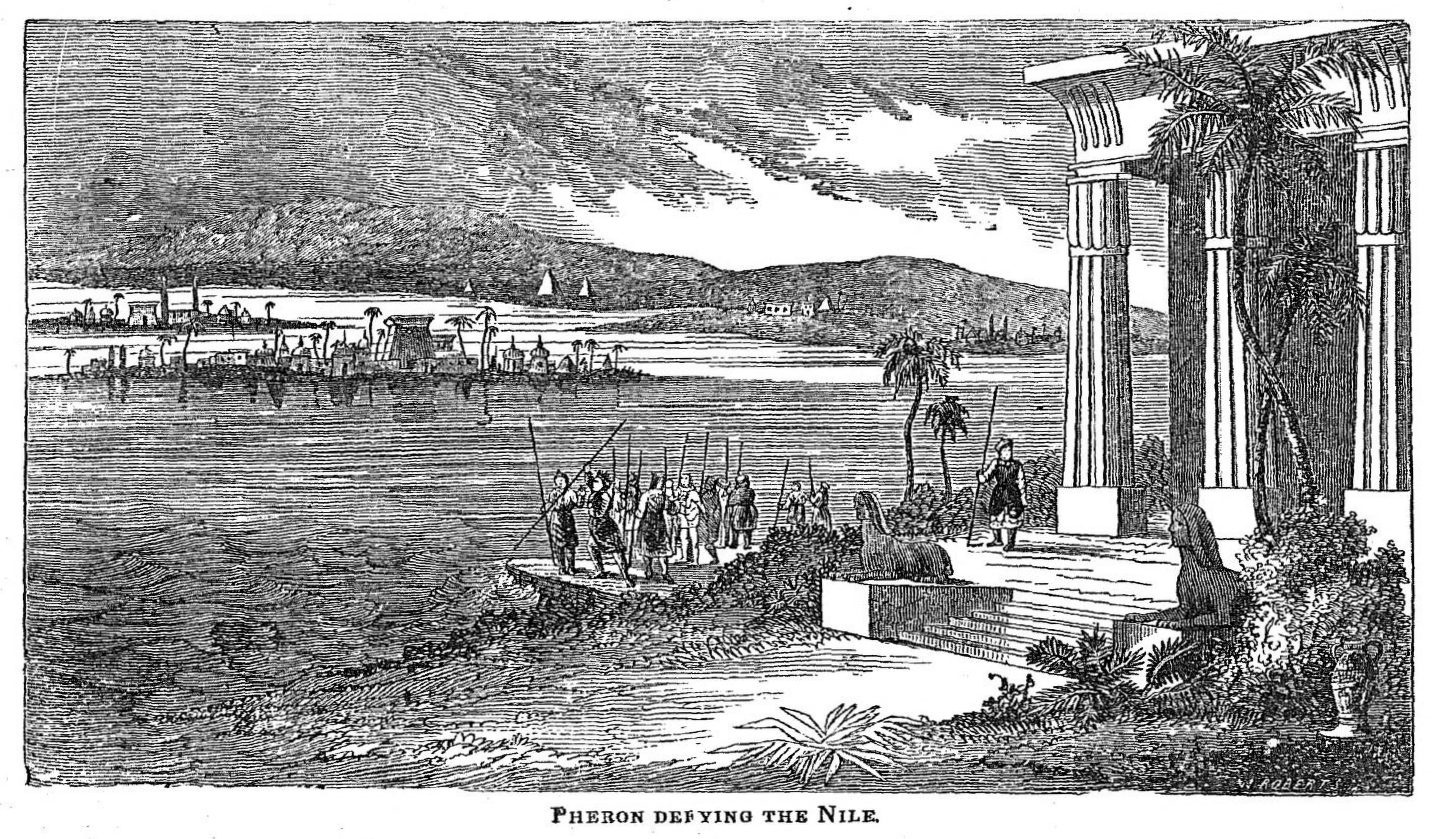
Pheron tart de Nijl

Pheron is een Egyptische farao uit Herodotus' Historiën (Boek II, 111). Hij volgde Sesostris op en werd opgevolgd door Proteus. Na Proteus kwam Rhampsinitus, gevolgd door Cheops.
Pheron ondernam geen krijgszuchtige expedities, omdat hij blind was geworden. De Nijl was gestegen tot de ongebruikelijke hoogte van 18 cubit en had al het land overspoeld, toen een plotseling opstekende wind het water in grote golven deed rijzen. Daarop wierp farao Pheron zijn speer in het water, waarna hij direct een oogziekte kreeg en uiteindelijk blind werd. Hij regeerde zo 10 jaar verder. In het elfde jaar bereikte hem het orakel uit de stad Buto, dat zijn straftijd was verlopen en hij zijn zicht kon herstellen door zijn ogen te wassen met de urine van een vrouw, die haar echtgenoot trouw was geweest en nooit een ander boven haar echtgenoot had geprefereerd. Toen hij zijn ogen waste met de urine van zijn eigen vrouw, werd hij niet genezen. Daarna verzamelde hij vrouwen om het experiment telkens te herhalen, totdat hij een vrouw trof, z'n ogen waste en weer kon zien. De vrouwen bij wie het experiment had gefaald bracht hij samen in de stad Erythrabolus (Rode-aarde), waarna hij hen en de stad verbrandde. Pheron huwde de vrouw aan wie hij zijn herstelde zicht te danken had. Toen zijn zicht weer volmaakt was offerde hij geschenken aan alle tempels van belang, waaronder twee obelisken aan de Zonnetempel. Deze zijn 8 cubit breed en 100 cubit hoog.